# Jozef Kalman
Jozef Kalman (* 18. dubna 1951 Pohorelá) je slovenský politik, v letech 1994–1998 byl v třetí vládě Vladimíra Mečiara místopředsedou vlády pro sociální a duchovní rozvoj a v roce 1998 krátce i pověřeným ministrem zahraničních věcí SR. Do vlády nominován za Združenie robotníkov Slovenska, pak členem HZDS, poslancem Národní rady SR, později předsedou formace Ľavicový blok a její neúspěšný kandidát v prezidentských volbách na Slovensku roku 2004.

## Biografie
Absolvoval Střední odborné učiliště chemické při CHZJD v Bratislavě a Vysokou školu politickou v Bratislavě. Od roku 1973 působil v odborovém hnutí (v odborovém svazu kovoprůmyslu, později tajemník odborového svazu místního hospodářství). Po roce 1989 byl aktivní v svobodných odborech. V roce 1990 se stal předsedou Slovenského odborového hnutí pracovníků místního hospodářství. V roce 1993 se coby předseda tohoto svazu stal členem představenstva Konfederace odborových svazu Slovenské republiky.
V období prosinec 1994 – říjen 1998 byl v třetí vládě Vladimíra Mečiara jako nominant Združenie robotníkov Slovenska místopředsedou vlády pro sociální a duchovní rozvoj. Jeho zodpovědností byla koordinace rezortů školství, zdravotnictví, kultury, životního prostředí, národnostní a církevní politika, jakož i jednání tripartity. V říjnu 1998 byl v této vládě krátce pověřený ministr zahraničních věcí SR.
V parlamentních volbách roku 1998 se stal poslancem Národní rady za HZDS (za Sdruženie robotníkov Slovenska již kandidovat nechtěl, protože se podle vlastních slov již s jeho politikou neztotožňoval). V roce 2002 se podílel na založení formace Ľavicový blok, jejímž prvním předsedou se stal. Za tuto stranu kandidoval v parlamentních volbách roku 2002, ale strana dostala pouze 0,22 % hlasů a nezískala zastoupení v parlamentu. V prezidentských volbách na Slovensku roku 2004 neúspěšně za Ľavicový blok kandidoval na prezidenta, ale získal jen 0,51 % hlasů.
Je ženatý, má dvě děti.